# 奇克索人
契卡索人（英語：Chickasaw）是一群生活於美國境內的美洲原住民，原先居住於阿拉巴馬州的亨茨維爾（Huntsville）西部，以及密西西比州與田納西州等田納西河流域一帶。在與歐洲移民接觸以前，有部分奇克索人就已經向東遷徙到密西西比河畔。歷史記載顯示奇克索人與歐洲人接觸之後，開始於密西西比州東北部生活，後來並被迫遷移到奧克拉荷馬州，也就是當今他們的主要居住地。
奇克索人的原始語言是奇克索語，他們與喬克托人（Choctaws）是相近民族，在語言上相當接近，兩者皆為穆斯科格諸語言（Muskogean languages）的西部群。Chickasaw是Chikasha的英語拼法，Chikasha意指「反抗者」或是「來自Chicsa」。
奇克索人可細分為兩大族群，分別是Impsaktea與Intcutwalipa。該民族與另外四個民族合稱文明化五部族，是印第安人移居（Indian Removal）時期中被迫遷徙到印第安領地（Indian Territory）的部族之一。其自治團體奇克索國（Chickasaw Nation）是美國聯邦認可名單中排行第13大的部落。

## 外部連結
- The Chickasaw Nation of Oklahoma (official site)
- Chickasaw Nation Industires (government contracting arm of the Chickasaw Nation)（页面存档备份，存于）
- "Chickasaws: The Unconquerable People", a brief history by Greg O’Brien, Ph.D.
- Encyclopedia of North American Indians（页面存档备份，存于）
- "Chickasaw History" by Lee Sultzman（页面存档备份，存于）
- John Bennett Herrington is First Native American Astronaut (on chickasaw.net)
- Tishomingo
- Pashofa recipe
- Some Chickasaw information in discussion of DeSoto Trail